# Composto insaturado
Em química orgânica, um composto insaturado (mais raramente, em insaturação) é um composto químico que contém ligações pi carbono-carbono tais como um alqueno ou um alquino e seus derivados. Em um composto saturado estas ligações pi são removidas pela adição de hidrogênio e não existem mais ligações múltiplas.
Neste sentido ácidos graxos e seus derivados, como os lipídios, por exemplo, são classificados como saturados ou insaturados, de acordo com seu "número de iodo".
A insaturação permite, por exemplo, que alquenos recebam a adição de determinadas espécies químicas reagentes com facilidade em suas moléculas, diversamente dos alcanos, como por exemplo por halogenação, como pelo cloro em reação de adição :
H2C=CH2 + 2 Cl2 → H2(Cl)C-C(Cl)H2